# 1003

## Починали
- Ерик Торвалдсон, норвежки мореплавател